# ريدن
ريدن Rheden  هي مدينة وبلدية بمقاطعة خيلدرلند، هولندا.

## طوبوغرافيا
خريطة طوبوغرافية هولندية لبلدية ريدن، يونيو 2015، (تقرأ بعد ثلاث نقرات على الخريطة).

## توأمة
لريدن اتفاقيات توأمة مع:
- بورغدورف

## أعلام
- توم ميدندورب
- جوني فان بوكرينغ
- آنيكي بلوك
- إدوارد ماتيوس غاليانو